# Inocybe fuscomarginata
Inocybe fuscomarginata är en svampart som beskrevs av Kühner 1956. Enligt Catalogue of Life ingår Inocybe fuscomarginata i släktet Inocybe,  och familjen Inocybaceae, men enligt Dyntaxa är tillhörigheten istället släktet Inocybe,  och familjen Crepidotaceae. Arten är reproducerande i Sverige. Inga underarter finns listade i Catalogue of Life.